# Nya Banken

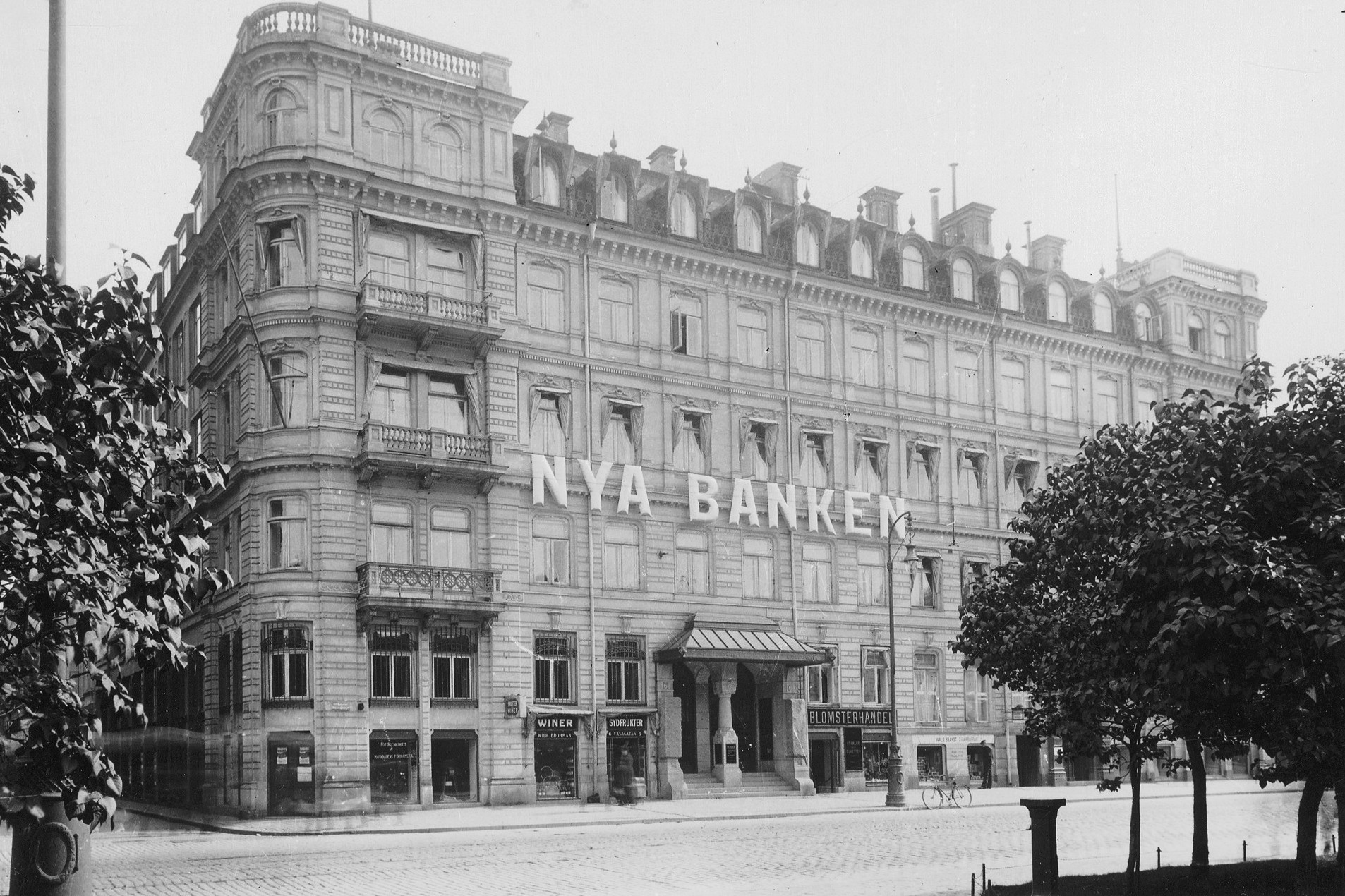
Nya Banken de Wasagatan, 1919.

Nya Banken (également Stockholms Arbetarbank) était une banque suédoise, fondée en 1912 et fermée en 1920.

## Histoire

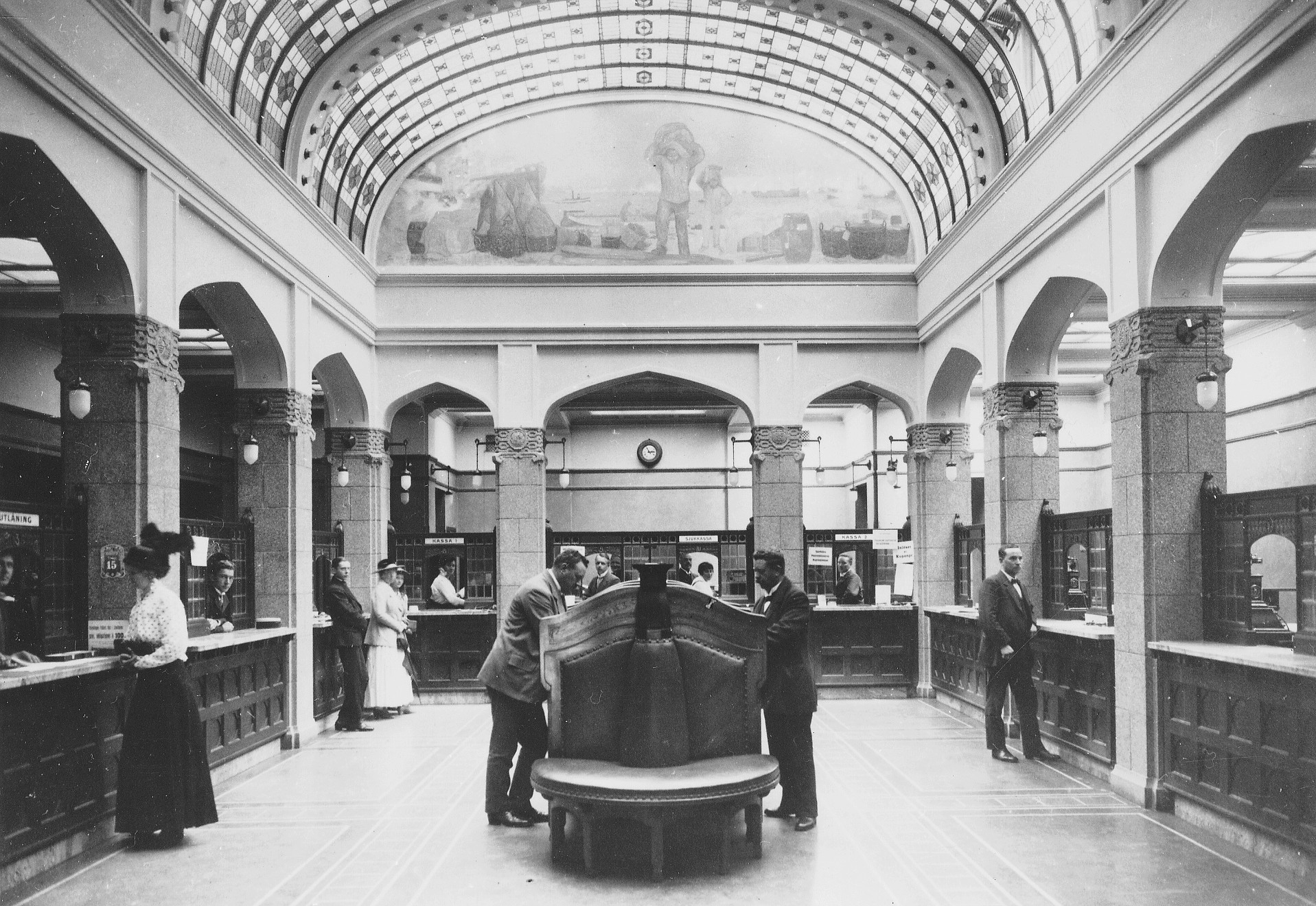
Hall de la banque en 1917.

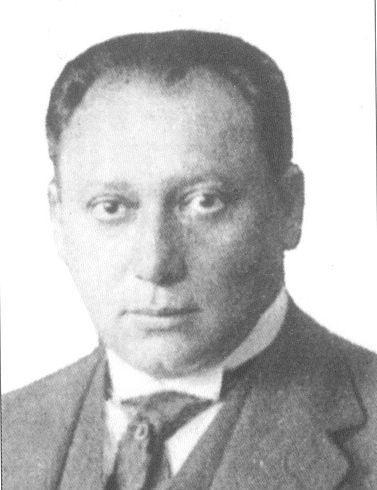
Fondateur de la banque, Olof Aschberg

Dès le début, la banque visait principalement les travailleurs de Stockholm. Le fondateur et principal propriétaire de la banque était le banquier Olof Aschberg. Le conseil d'administration a été recruté en partie dans les cercles coopératifs et social-démocrates, et comprenait, entre autres, le premier directeur commercial de Kooperativa Förbundet G.W. Dahl, le président du conseil d'administration de KF depuis 1902, K.G. Rosling et le journaliste et membre du parlement (Riksdag) Gerhard Magnusson. Derrière le conseil de fondation se trouvaient aussi entre autres Otto Järte et Yngve Larsson.
À partir de 1920, la banque prend le nom de Bank AB Norden et en 1927, elle fusionne avec la Södermanlands Enskilda Bank.

### La Première Guerre mondiale et la révolution russe
La Nouvelle Banque a été accusée pendant la Première Guerre mondiale d'avoir agi pour l'Allemagne en finançant, entre autres, la Révolution russe. Cela a conduit la banque à être mise sur liste noire par l'entente en 1918. Aschberg a nié les allégations mais a choisi de démissionner en tant que responsable. La banque a ensuite changé son nom en Svenska Economibolaget.

## Locaux

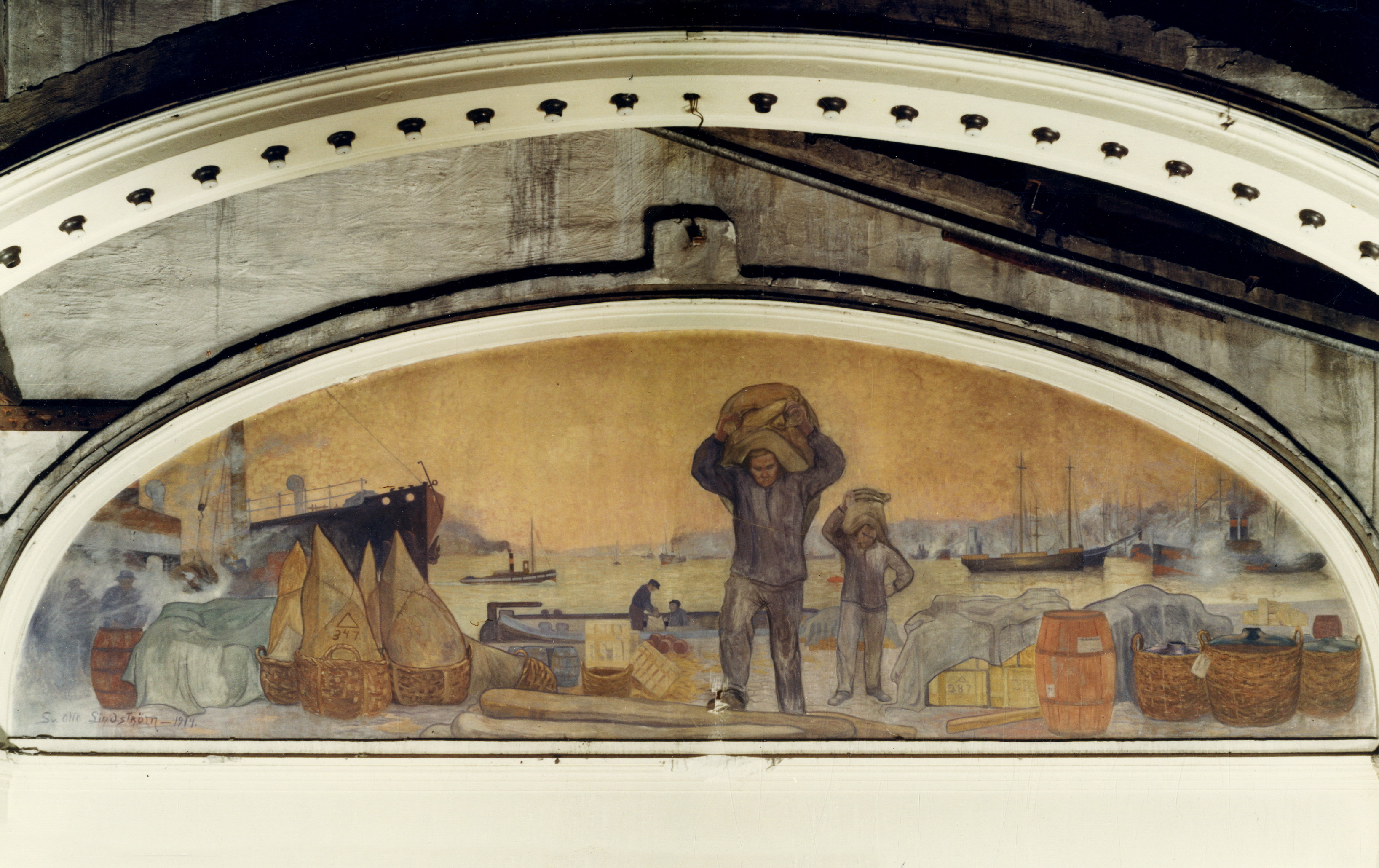
Peinture murale de Otto Lindström.

Les locaux de la banque étaient situés au Vasagatan 6 dans le Snäckan dans une maison des années 1880. Après un concours entre quatre architectes, Carl Malmström a été chargé de concevoir une grande salle de banque qui était recouverte d'une voûte en berceau de verre et d'acier et d'espaces latéraux suréclairés pour les employés de banque. Dans le fonds, il y avait une peinture murale représentant des dockers peinte par Otto Lindström 1914 . Sinon, l'intérieur est passé à l'Art Nouveau avec des comptoirs sombres avec des grilles et des piliers recouverts de granit. L'entrée était flanquée de deux sculptures monumentales en granit représentant un forgeron et un maçon, réalisées par Charles Friberg. La maison a été démolie en 1965 lors de la démolition de Klarakvarteren. Le site accueille depuis 1971 Sheraton Stockholm Hotel.